# University of New York in Prague
Die University of New York in Prague (kurz UNYP) ist eine tschechische Privatuniversität mit Sitz in Prag.
Die Hochschule wurde 1998 in Zusammenarbeit mit der State University of New York at New Paltz und der Empire State University gegründet, die beide zur State University of New York (SUNY) gehören. Die UNYP wurde 2001 vom tschechischen Ministerium für Bildung, Jugend und Sport auf der Grundlage der Akkreditierung ihrer Studiengänge in Betriebswirtschaft und Internationale Europäische Beziehungen anerkannt. Die UNYP ist Mitglied des British Accreditation Council (BAC). Ursprünglich befand sich die UNYP in der historischen Altstadt von Prag. 2014 zog sie auf einen neuen Campus in der Londýnská 41 in Vinohrady (Prag 2) um.
UNYP bietet akkreditierte Bachelor-, Master-, MBA- und PhD-Studiengänge in englischer Sprache in Partnerschaft mit Universitäten in den Vereinigten Staaten und in Europa an, wie folgt:
- Betriebswirtschaftslehre (Bachelor, 3-jähriger Studiengang)
- Betriebswirtschaftslehre (Bachelor, 4-Jahres-Studiengang)
- Kommunikation & Medien (Bachelor, 4-Jahres-Studiengang)
- Internationale Beziehungen (Bachelor-Abschluss, 4-Jahres-Studiengang)
- Psychologie (Bachelor-Abschluss, 4-jähriger Studiengang)
- Psychologie (Master-Abschluss, 2-jähriger Studiengang)